# Билзерян, Дэн
Дэн Билзерян (англ. Dan Bilzerian; род. 7 декабря 1980 года, Тампа, Флорида, США) — американский венчурный капиталист армянского происхождения, игрок в покер и актёр.
1 августа 2018 года получил армянское гражданство.

## Служба в армии
В 90-х годах он унаследовал многомиллионное состояние от отца, успешного трейдера. В 1999—2003 годах Билзерян проходил подготовку в тактическом подразделении SEAL военно-морского флота США.

## Покерная карьера
Наиболее заметного успеха в профессиональном покере Билзерян добился на главном турнире Мировой серии покера в 2009 году. Он появился в 6 эпизодах телевизионного шоу, посвященного этому турниру. В итоговом протоколе Билзерян расположился на 180 месте, его выигрыш составил 36 626 долларов. Является одним из основателей покер-рума Victory Poker. В 2010 году в Твиттере покерного журнала Bluff был назван одним из самых смешных игроков. 9 марта 2011 года, заключив пари на 385 000 долларов, участвовал в дружеской автомобильной гонке с адвокатом Томом Голдштейном. Заезд прошел на гоночном треке в Лас-Вегасе и закончился победой Билзеряна. Билзерян управлял автомобилем AC Cobra 1965 года выпуска, Голдштейн соревновался на Ferrari 458 Italia 2010 года.
В ноябре 2011 года Дэн Билзерян вместе с десятью другими игроками попросил направить деньги, которые они выиграли в покер у осужденного за финансовые махинации Брэдли Рудермана, на выплату ущерба пострадавшим от мошенничества.

## Карьера в кино
В 2013 году Дэн Билзерян в качестве исполнителя трюков участвовал в съемках фильма «Падение Олимпа». Инвестировал один миллион долларов в создание фильма «Уцелевший», в котором исполнил одну из ролей. Также исполнил небольшие роли в фильмах 2014 года «Другая женщина» и «Великий уравнитель». В 2015 году снялся в фильме «Спасение» с Брюсом Уиллисом.

## Свободное время
В 1999 году завербовался во флот и прошел подготовку в тактическом подразделении ВМС США SEAL. Он утверждает, что его уволили из SEAL за два дня до окончания курса подготовки.В свои 36 лет Дэн Билзериан уже пережил 2 сердечных приступа. Наркотики, алкоголь, Виагра, бессонные ночи и, в целом, образ жизни дают о себе знать. Коллекционирует оружие. Отец Дэна Пол Билзерян — известный в прошлом трейдер с Уолл-стрит, осужденный за финансовые махинации, брат Адам Билзерян — также профессиональный игрок в покер.
В конце августа 2018 года Билзерян посетил Армению, затем Нагорный Карабах. Следственное управление Генпрокуратуры Азербайджана возбудило уголовное дело в отношении Билзеряна за незаконное посещение Нагорного Карабаха. В отношении Билзеряна было возбуждено уголовное дело по статьям 228.3 и 318.2 УК Азербайджана. Сам Билзерян в интервью журналу People назвал решение азербайджанских властей о его аресте «политически мотивированным». Билзерян отметил, что никогда не будет заинтересован в посещении Азербайджана и оскорбил чиновников этой страны.

## Кандидат в президенты
В июне 2015 года Билзерян объявлял о выдвижении своей кандидатуры на Президентских выборах 2016 года.